# Bärenstein (Mangfallgebirge)
Der Bärenstein ist ein 1651 m ü. NHN hoher Vorgipfel des Lacherspitz im südlichen Wendelsteingebiet.

## Topographie
Der Lacherspitz sendet ein Kar nach Osten, welches im Norden von den steilen Wänden des Bärensteins gebildet wird. Auf der Südseite in Richtung Tagweidkopf fällt der Bärenstein dagegen sanfter über Bergwiesen in Richtung Sudelfeld ab. Der Bärenstein ist nur weglos erreichbar.